# Bartosz Ślusarski
Bartosz Ślusarski (* 11. Dezember 1981 in Szamocin, Polen) ist ein polnischer ehemaliger Fußballspieler.

## Karriere

### Verein
Ślusarski begann seine Profikarriere bei Lech Posen in Polen, wo er mit Ausnahme eines kurzen Abstechers zum Ligakonkurrenten Widzew Łódź bis 2004 spielte. Zur Saison 2004/05 wechselte er zu Dyskobolia Grodzisk. Dort sollte er Grzegorz Rasiak ersetzen. Bei Grodzisk wurde er Stammspieler und schaffte es bis in die Nationalmannschaft. 2006 wagte er den Schritt ins Ausland und wurde an UD Leiria nach Portugal verliehen. Bei Leiria verbrachte Ślusarski eine erfolgreiche Saison, führte den Klub in den UI-Cup und wurde von den Fans der Mannschaft zum Spieler des Jahres geehrt. Zur Saison 2007/08 kehrte der Stürmer kurz zu Dyskobolia Grodzisk zurück, bevor er dann nach England zu West Bromwich Albion wechselte. Hier war er ständiger Reservist und kam nur zu einem Einsatz. Dieser war am 20. Oktober 2007 beim 3:2-Sieg gegen Colchester United. Um ihm mehr Spielpraxis geben zu können, wurde Ślusarski an FC Blackpool und Sheffield Wednesday verliehen. Zur Winterpause der Saison 2008/09 trennte sich West Bromwich vom Angreifer und löste den Vertrag auf. Darauf kehrte Ślusarski nach Polen zurück und unterzeichnete kurze Zeit später bei KS Cracovia. Hier erzielte er in 37 Spielen in der Ekstraklasa acht Tore. Zur Rückrunde der Saison 2010/11 wurde er von Lech Posen verpflichtet. In 3,5 Jahren brachte er es auf 65 Ligaspiele, in denen er 15 Tore für Lech Posen erzielte. 2014 wechselte er zum polnischen Zweitligisten Arka Gdynia. Hier konnte er sich allerdings keinen Stammplatz erkämpfen und verließ den Verein am Saisonende. Zur Saison 2014/2015 unterschrieb Bartosz Ślusarski einen 1-Jahres-Vertrag beim Ekstraklasa-Aufsteiger GKS Bełchatów. Im Sommer 2015 wechselte er dann zu Miedź Legnica und ein Jahr später zum aktuellen Verein, Viertligist GKS Tarnovia aus Tarnowo Podgórne. 2019 beendete er dort seine Karriere.

### Nationalmannschaft
2005 spielte Ślusarski zweimal für die polnische Nationalelf in den Freundschaftsspielen gegen Mexiko (1:1) und Albanien (1:0).

### Erfolge
- Polnischer Pokalsieger mit Dyskobolia Grodzisk: 2005
- Polnischer Pokalsieger mit Lech Posen: 2004